# پاتریشیا مازویی
پاتریشیا مازویی (فرانسوی: Patricia Mazuy‎؛ زادهٔ ۱۹۶۰ (۶۴–۶۵ سال)) کارگردان فیلم اهل فرانسه است. فیلم پوست‌کلفت او در جشنواره فیلم کن ۱۹۸۹ و در بخش نوعی نگاه به نمایش درآمد. ۱۱ سال بعد فیلم دختران پادشاه او در جشنواره فیلم کن ۲۰۰۰ و در همان بخش به نمایش درآمد. از دیگر آثار او می‌توان به پل سانچز برگشته! (۲۰۱۸) اشاره کرد.
از فیلم‌ها یا برنامه‌های تلویزیونی که وی در آن نقش داشته‌است می‌توان به رودن اشاره کرد.